# Odette Vollenweider
Odette Vollenweider, nota anche con lo pseudonimo Gabriel Baumgartner (Zurigo, 30 luglio 1933 – 26 febbraio 2021), è stata una compositrice di scacchi svizzera.

## Biografia
Pubblicò il suo primo problema di scacchi all'età di 25 anni. Come dichiarò più tardi in un'intervista, scelse lo pseudonimo maschile Gabriel Baumgartner per non influenzare i giudici, che avrebbero forse espresso giudizi benevoli per una donna. Nel concorso Memorial Schiffmann 1980-81, dedicato al compositore rumeno Israel Schiffmann, ottenne una menzione d'onore tra 192 problemi partecipanti.
Nel 2007 la WFCC (World Federation for Chess Composition) le attribuì il titolo di Maestro Onorario della composizione.
Fu redattrice per oltre trent'anni della rubrica problemistica del Neue Zürcher Zeitung e ha contribuito articoli teorici alla rivista Die Schwalbe.
Scrisse tre libri sulla composizione di problemi di scacchi:
- Faszinierendes Schachproblem: Kompositionen von I.A. Schiffmann  (Zurigo, 1963)
- Kostbarkeiten der Problemkunst  (sul compositore Hans Johner), Zurigo 1966
- 125 NZZ-Probleme aus 25 Ländern, Zurigo 1982  (raccolta di problemi pubblicati sul Neue Zürcher Zeitung)

Qui di seguito ecco due suoi problemi:
|   | a | b | c | d | e | f | g | h |   |
| 8 | e6 donna del bianco · g6 pedone del nero · g5 pedone del bianco · b4 pedone del nero · d4 alfiere del bianco · d3 re del nero · e3 pedone del bianco · g3 cavallo del nero · a1 torre del bianco · b1 alfiere del nero · d1 alfiere del bianco · e1 re del bianco | e6 donna del bianco · g6 pedone del nero · g5 pedone del bianco · b4 pedone del nero · d4 alfiere del bianco · d3 re del nero · e3 pedone del bianco · g3 cavallo del nero · a1 torre del bianco · b1 alfiere del nero · d1 alfiere del bianco · e1 re del bianco | e6 donna del bianco · g6 pedone del nero · g5 pedone del bianco · b4 pedone del nero · d4 alfiere del bianco · d3 re del nero · e3 pedone del bianco · g3 cavallo del nero · a1 torre del bianco · b1 alfiere del nero · d1 alfiere del bianco · e1 re del bianco | e6 donna del bianco · g6 pedone del nero · g5 pedone del bianco · b4 pedone del nero · d4 alfiere del bianco · d3 re del nero · e3 pedone del bianco · g3 cavallo del nero · a1 torre del bianco · b1 alfiere del nero · d1 alfiere del bianco · e1 re del bianco | e6 donna del bianco · g6 pedone del nero · g5 pedone del bianco · b4 pedone del nero · d4 alfiere del bianco · d3 re del nero · e3 pedone del bianco · g3 cavallo del nero · a1 torre del bianco · b1 alfiere del nero · d1 alfiere del bianco · e1 re del bianco | e6 donna del bianco · g6 pedone del nero · g5 pedone del bianco · b4 pedone del nero · d4 alfiere del bianco · d3 re del nero · e3 pedone del bianco · g3 cavallo del nero · a1 torre del bianco · b1 alfiere del nero · d1 alfiere del bianco · e1 re del bianco | e6 donna del bianco · g6 pedone del nero · g5 pedone del bianco · b4 pedone del nero · d4 alfiere del bianco · d3 re del nero · e3 pedone del bianco · g3 cavallo del nero · a1 torre del bianco · b1 alfiere del nero · d1 alfiere del bianco · e1 re del bianco | e6 donna del bianco · g6 pedone del nero · g5 pedone del bianco · b4 pedone del nero · d4 alfiere del bianco · d3 re del nero · e3 pedone del bianco · g3 cavallo del nero · a1 torre del bianco · b1 alfiere del nero · d1 alfiere del bianco · e1 re del bianco | 8 |
| 7 | e6 donna del bianco · g6 pedone del nero · g5 pedone del bianco · b4 pedone del nero · d4 alfiere del bianco · d3 re del nero · e3 pedone del bianco · g3 cavallo del nero · a1 torre del bianco · b1 alfiere del nero · d1 alfiere del bianco · e1 re del bianco | e6 donna del bianco · g6 pedone del nero · g5 pedone del bianco · b4 pedone del nero · d4 alfiere del bianco · d3 re del nero · e3 pedone del bianco · g3 cavallo del nero · a1 torre del bianco · b1 alfiere del nero · d1 alfiere del bianco · e1 re del bianco | e6 donna del bianco · g6 pedone del nero · g5 pedone del bianco · b4 pedone del nero · d4 alfiere del bianco · d3 re del nero · e3 pedone del bianco · g3 cavallo del nero · a1 torre del bianco · b1 alfiere del nero · d1 alfiere del bianco · e1 re del bianco | e6 donna del bianco · g6 pedone del nero · g5 pedone del bianco · b4 pedone del nero · d4 alfiere del bianco · d3 re del nero · e3 pedone del bianco · g3 cavallo del nero · a1 torre del bianco · b1 alfiere del nero · d1 alfiere del bianco · e1 re del bianco | e6 donna del bianco · g6 pedone del nero · g5 pedone del bianco · b4 pedone del nero · d4 alfiere del bianco · d3 re del nero · e3 pedone del bianco · g3 cavallo del nero · a1 torre del bianco · b1 alfiere del nero · d1 alfiere del bianco · e1 re del bianco | e6 donna del bianco · g6 pedone del nero · g5 pedone del bianco · b4 pedone del nero · d4 alfiere del bianco · d3 re del nero · e3 pedone del bianco · g3 cavallo del nero · a1 torre del bianco · b1 alfiere del nero · d1 alfiere del bianco · e1 re del bianco | e6 donna del bianco · g6 pedone del nero · g5 pedone del bianco · b4 pedone del nero · d4 alfiere del bianco · d3 re del nero · e3 pedone del bianco · g3 cavallo del nero · a1 torre del bianco · b1 alfiere del nero · d1 alfiere del bianco · e1 re del bianco | e6 donna del bianco · g6 pedone del nero · g5 pedone del bianco · b4 pedone del nero · d4 alfiere del bianco · d3 re del nero · e3 pedone del bianco · g3 cavallo del nero · a1 torre del bianco · b1 alfiere del nero · d1 alfiere del bianco · e1 re del bianco | 7 |
| 6 | e6 donna del bianco · g6 pedone del nero · g5 pedone del bianco · b4 pedone del nero · d4 alfiere del bianco · d3 re del nero · e3 pedone del bianco · g3 cavallo del nero · a1 torre del bianco · b1 alfiere del nero · d1 alfiere del bianco · e1 re del bianco | e6 donna del bianco · g6 pedone del nero · g5 pedone del bianco · b4 pedone del nero · d4 alfiere del bianco · d3 re del nero · e3 pedone del bianco · g3 cavallo del nero · a1 torre del bianco · b1 alfiere del nero · d1 alfiere del bianco · e1 re del bianco | e6 donna del bianco · g6 pedone del nero · g5 pedone del bianco · b4 pedone del nero · d4 alfiere del bianco · d3 re del nero · e3 pedone del bianco · g3 cavallo del nero · a1 torre del bianco · b1 alfiere del nero · d1 alfiere del bianco · e1 re del bianco | e6 donna del bianco · g6 pedone del nero · g5 pedone del bianco · b4 pedone del nero · d4 alfiere del bianco · d3 re del nero · e3 pedone del bianco · g3 cavallo del nero · a1 torre del bianco · b1 alfiere del nero · d1 alfiere del bianco · e1 re del bianco | e6 donna del bianco · g6 pedone del nero · g5 pedone del bianco · b4 pedone del nero · d4 alfiere del bianco · d3 re del nero · e3 pedone del bianco · g3 cavallo del nero · a1 torre del bianco · b1 alfiere del nero · d1 alfiere del bianco · e1 re del bianco | e6 donna del bianco · g6 pedone del nero · g5 pedone del bianco · b4 pedone del nero · d4 alfiere del bianco · d3 re del nero · e3 pedone del bianco · g3 cavallo del nero · a1 torre del bianco · b1 alfiere del nero · d1 alfiere del bianco · e1 re del bianco | e6 donna del bianco · g6 pedone del nero · g5 pedone del bianco · b4 pedone del nero · d4 alfiere del bianco · d3 re del nero · e3 pedone del bianco · g3 cavallo del nero · a1 torre del bianco · b1 alfiere del nero · d1 alfiere del bianco · e1 re del bianco | e6 donna del bianco · g6 pedone del nero · g5 pedone del bianco · b4 pedone del nero · d4 alfiere del bianco · d3 re del nero · e3 pedone del bianco · g3 cavallo del nero · a1 torre del bianco · b1 alfiere del nero · d1 alfiere del bianco · e1 re del bianco | 6 |
| 5 | e6 donna del bianco · g6 pedone del nero · g5 pedone del bianco · b4 pedone del nero · d4 alfiere del bianco · d3 re del nero · e3 pedone del bianco · g3 cavallo del nero · a1 torre del bianco · b1 alfiere del nero · d1 alfiere del bianco · e1 re del bianco | e6 donna del bianco · g6 pedone del nero · g5 pedone del bianco · b4 pedone del nero · d4 alfiere del bianco · d3 re del nero · e3 pedone del bianco · g3 cavallo del nero · a1 torre del bianco · b1 alfiere del nero · d1 alfiere del bianco · e1 re del bianco | e6 donna del bianco · g6 pedone del nero · g5 pedone del bianco · b4 pedone del nero · d4 alfiere del bianco · d3 re del nero · e3 pedone del bianco · g3 cavallo del nero · a1 torre del bianco · b1 alfiere del nero · d1 alfiere del bianco · e1 re del bianco | e6 donna del bianco · g6 pedone del nero · g5 pedone del bianco · b4 pedone del nero · d4 alfiere del bianco · d3 re del nero · e3 pedone del bianco · g3 cavallo del nero · a1 torre del bianco · b1 alfiere del nero · d1 alfiere del bianco · e1 re del bianco | e6 donna del bianco · g6 pedone del nero · g5 pedone del bianco · b4 pedone del nero · d4 alfiere del bianco · d3 re del nero · e3 pedone del bianco · g3 cavallo del nero · a1 torre del bianco · b1 alfiere del nero · d1 alfiere del bianco · e1 re del bianco | e6 donna del bianco · g6 pedone del nero · g5 pedone del bianco · b4 pedone del nero · d4 alfiere del bianco · d3 re del nero · e3 pedone del bianco · g3 cavallo del nero · a1 torre del bianco · b1 alfiere del nero · d1 alfiere del bianco · e1 re del bianco | e6 donna del bianco · g6 pedone del nero · g5 pedone del bianco · b4 pedone del nero · d4 alfiere del bianco · d3 re del nero · e3 pedone del bianco · g3 cavallo del nero · a1 torre del bianco · b1 alfiere del nero · d1 alfiere del bianco · e1 re del bianco | e6 donna del bianco · g6 pedone del nero · g5 pedone del bianco · b4 pedone del nero · d4 alfiere del bianco · d3 re del nero · e3 pedone del bianco · g3 cavallo del nero · a1 torre del bianco · b1 alfiere del nero · d1 alfiere del bianco · e1 re del bianco | 5 |
| 4 | e6 donna del bianco · g6 pedone del nero · g5 pedone del bianco · b4 pedone del nero · d4 alfiere del bianco · d3 re del nero · e3 pedone del bianco · g3 cavallo del nero · a1 torre del bianco · b1 alfiere del nero · d1 alfiere del bianco · e1 re del bianco | e6 donna del bianco · g6 pedone del nero · g5 pedone del bianco · b4 pedone del nero · d4 alfiere del bianco · d3 re del nero · e3 pedone del bianco · g3 cavallo del nero · a1 torre del bianco · b1 alfiere del nero · d1 alfiere del bianco · e1 re del bianco | e6 donna del bianco · g6 pedone del nero · g5 pedone del bianco · b4 pedone del nero · d4 alfiere del bianco · d3 re del nero · e3 pedone del bianco · g3 cavallo del nero · a1 torre del bianco · b1 alfiere del nero · d1 alfiere del bianco · e1 re del bianco | e6 donna del bianco · g6 pedone del nero · g5 pedone del bianco · b4 pedone del nero · d4 alfiere del bianco · d3 re del nero · e3 pedone del bianco · g3 cavallo del nero · a1 torre del bianco · b1 alfiere del nero · d1 alfiere del bianco · e1 re del bianco | e6 donna del bianco · g6 pedone del nero · g5 pedone del bianco · b4 pedone del nero · d4 alfiere del bianco · d3 re del nero · e3 pedone del bianco · g3 cavallo del nero · a1 torre del bianco · b1 alfiere del nero · d1 alfiere del bianco · e1 re del bianco | e6 donna del bianco · g6 pedone del nero · g5 pedone del bianco · b4 pedone del nero · d4 alfiere del bianco · d3 re del nero · e3 pedone del bianco · g3 cavallo del nero · a1 torre del bianco · b1 alfiere del nero · d1 alfiere del bianco · e1 re del bianco | e6 donna del bianco · g6 pedone del nero · g5 pedone del bianco · b4 pedone del nero · d4 alfiere del bianco · d3 re del nero · e3 pedone del bianco · g3 cavallo del nero · a1 torre del bianco · b1 alfiere del nero · d1 alfiere del bianco · e1 re del bianco | e6 donna del bianco · g6 pedone del nero · g5 pedone del bianco · b4 pedone del nero · d4 alfiere del bianco · d3 re del nero · e3 pedone del bianco · g3 cavallo del nero · a1 torre del bianco · b1 alfiere del nero · d1 alfiere del bianco · e1 re del bianco | 4 |
| 3 | e6 donna del bianco · g6 pedone del nero · g5 pedone del bianco · b4 pedone del nero · d4 alfiere del bianco · d3 re del nero · e3 pedone del bianco · g3 cavallo del nero · a1 torre del bianco · b1 alfiere del nero · d1 alfiere del bianco · e1 re del bianco | e6 donna del bianco · g6 pedone del nero · g5 pedone del bianco · b4 pedone del nero · d4 alfiere del bianco · d3 re del nero · e3 pedone del bianco · g3 cavallo del nero · a1 torre del bianco · b1 alfiere del nero · d1 alfiere del bianco · e1 re del bianco | e6 donna del bianco · g6 pedone del nero · g5 pedone del bianco · b4 pedone del nero · d4 alfiere del bianco · d3 re del nero · e3 pedone del bianco · g3 cavallo del nero · a1 torre del bianco · b1 alfiere del nero · d1 alfiere del bianco · e1 re del bianco | e6 donna del bianco · g6 pedone del nero · g5 pedone del bianco · b4 pedone del nero · d4 alfiere del bianco · d3 re del nero · e3 pedone del bianco · g3 cavallo del nero · a1 torre del bianco · b1 alfiere del nero · d1 alfiere del bianco · e1 re del bianco | e6 donna del bianco · g6 pedone del nero · g5 pedone del bianco · b4 pedone del nero · d4 alfiere del bianco · d3 re del nero · e3 pedone del bianco · g3 cavallo del nero · a1 torre del bianco · b1 alfiere del nero · d1 alfiere del bianco · e1 re del bianco | e6 donna del bianco · g6 pedone del nero · g5 pedone del bianco · b4 pedone del nero · d4 alfiere del bianco · d3 re del nero · e3 pedone del bianco · g3 cavallo del nero · a1 torre del bianco · b1 alfiere del nero · d1 alfiere del bianco · e1 re del bianco | e6 donna del bianco · g6 pedone del nero · g5 pedone del bianco · b4 pedone del nero · d4 alfiere del bianco · d3 re del nero · e3 pedone del bianco · g3 cavallo del nero · a1 torre del bianco · b1 alfiere del nero · d1 alfiere del bianco · e1 re del bianco | e6 donna del bianco · g6 pedone del nero · g5 pedone del bianco · b4 pedone del nero · d4 alfiere del bianco · d3 re del nero · e3 pedone del bianco · g3 cavallo del nero · a1 torre del bianco · b1 alfiere del nero · d1 alfiere del bianco · e1 re del bianco | 3 |
| 2 | e6 donna del bianco · g6 pedone del nero · g5 pedone del bianco · b4 pedone del nero · d4 alfiere del bianco · d3 re del nero · e3 pedone del bianco · g3 cavallo del nero · a1 torre del bianco · b1 alfiere del nero · d1 alfiere del bianco · e1 re del bianco | e6 donna del bianco · g6 pedone del nero · g5 pedone del bianco · b4 pedone del nero · d4 alfiere del bianco · d3 re del nero · e3 pedone del bianco · g3 cavallo del nero · a1 torre del bianco · b1 alfiere del nero · d1 alfiere del bianco · e1 re del bianco | e6 donna del bianco · g6 pedone del nero · g5 pedone del bianco · b4 pedone del nero · d4 alfiere del bianco · d3 re del nero · e3 pedone del bianco · g3 cavallo del nero · a1 torre del bianco · b1 alfiere del nero · d1 alfiere del bianco · e1 re del bianco | e6 donna del bianco · g6 pedone del nero · g5 pedone del bianco · b4 pedone del nero · d4 alfiere del bianco · d3 re del nero · e3 pedone del bianco · g3 cavallo del nero · a1 torre del bianco · b1 alfiere del nero · d1 alfiere del bianco · e1 re del bianco | e6 donna del bianco · g6 pedone del nero · g5 pedone del bianco · b4 pedone del nero · d4 alfiere del bianco · d3 re del nero · e3 pedone del bianco · g3 cavallo del nero · a1 torre del bianco · b1 alfiere del nero · d1 alfiere del bianco · e1 re del bianco | e6 donna del bianco · g6 pedone del nero · g5 pedone del bianco · b4 pedone del nero · d4 alfiere del bianco · d3 re del nero · e3 pedone del bianco · g3 cavallo del nero · a1 torre del bianco · b1 alfiere del nero · d1 alfiere del bianco · e1 re del bianco | e6 donna del bianco · g6 pedone del nero · g5 pedone del bianco · b4 pedone del nero · d4 alfiere del bianco · d3 re del nero · e3 pedone del bianco · g3 cavallo del nero · a1 torre del bianco · b1 alfiere del nero · d1 alfiere del bianco · e1 re del bianco | e6 donna del bianco · g6 pedone del nero · g5 pedone del bianco · b4 pedone del nero · d4 alfiere del bianco · d3 re del nero · e3 pedone del bianco · g3 cavallo del nero · a1 torre del bianco · b1 alfiere del nero · d1 alfiere del bianco · e1 re del bianco | 2 |
| 1 | e6 donna del bianco · g6 pedone del nero · g5 pedone del bianco · b4 pedone del nero · d4 alfiere del bianco · d3 re del nero · e3 pedone del bianco · g3 cavallo del nero · a1 torre del bianco · b1 alfiere del nero · d1 alfiere del bianco · e1 re del bianco | e6 donna del bianco · g6 pedone del nero · g5 pedone del bianco · b4 pedone del nero · d4 alfiere del bianco · d3 re del nero · e3 pedone del bianco · g3 cavallo del nero · a1 torre del bianco · b1 alfiere del nero · d1 alfiere del bianco · e1 re del bianco | e6 donna del bianco · g6 pedone del nero · g5 pedone del bianco · b4 pedone del nero · d4 alfiere del bianco · d3 re del nero · e3 pedone del bianco · g3 cavallo del nero · a1 torre del bianco · b1 alfiere del nero · d1 alfiere del bianco · e1 re del bianco | e6 donna del bianco · g6 pedone del nero · g5 pedone del bianco · b4 pedone del nero · d4 alfiere del bianco · d3 re del nero · e3 pedone del bianco · g3 cavallo del nero · a1 torre del bianco · b1 alfiere del nero · d1 alfiere del bianco · e1 re del bianco | e6 donna del bianco · g6 pedone del nero · g5 pedone del bianco · b4 pedone del nero · d4 alfiere del bianco · d3 re del nero · e3 pedone del bianco · g3 cavallo del nero · a1 torre del bianco · b1 alfiere del nero · d1 alfiere del bianco · e1 re del bianco | e6 donna del bianco · g6 pedone del nero · g5 pedone del bianco · b4 pedone del nero · d4 alfiere del bianco · d3 re del nero · e3 pedone del bianco · g3 cavallo del nero · a1 torre del bianco · b1 alfiere del nero · d1 alfiere del bianco · e1 re del bianco | e6 donna del bianco · g6 pedone del nero · g5 pedone del bianco · b4 pedone del nero · d4 alfiere del bianco · d3 re del nero · e3 pedone del bianco · g3 cavallo del nero · a1 torre del bianco · b1 alfiere del nero · d1 alfiere del bianco · e1 re del bianco | e6 donna del bianco · g6 pedone del nero · g5 pedone del bianco · b4 pedone del nero · d4 alfiere del bianco · d3 re del nero · e3 pedone del bianco · g3 cavallo del nero · a1 torre del bianco · b1 alfiere del nero · d1 alfiere del bianco · e1 re del bianco | 1 |
|   | a | b | c | d | e | f | g | h |   |

Soluzione:
1. Ab3? ...Cf5! - 1. Dc6? ...b3!
1. Af3 !  [2. Db3#]

1. ...Ac2  2. Aa6#

1. ...Aa2  2.0-0-0#

1. ...Ce2/e4  2. Ae4#

|   | a | b | c | d | e | f | g | h |   |
| 8 | e8 re del bianco · g8 torre del bianco · g7 cavallo del bianco · h7 pedone del nero · g6 re del nero · h6 pedone del nero · d5 pedone del nero · f5 torre del bianco · g5 pedone del bianco · d4 pedone del bianco · d2 torre del nero · e2 pedone del nero · c1 alfiere del bianco · d1 alfiere del bianco · e1 donna del bianco | e8 re del bianco · g8 torre del bianco · g7 cavallo del bianco · h7 pedone del nero · g6 re del nero · h6 pedone del nero · d5 pedone del nero · f5 torre del bianco · g5 pedone del bianco · d4 pedone del bianco · d2 torre del nero · e2 pedone del nero · c1 alfiere del bianco · d1 alfiere del bianco · e1 donna del bianco | e8 re del bianco · g8 torre del bianco · g7 cavallo del bianco · h7 pedone del nero · g6 re del nero · h6 pedone del nero · d5 pedone del nero · f5 torre del bianco · g5 pedone del bianco · d4 pedone del bianco · d2 torre del nero · e2 pedone del nero · c1 alfiere del bianco · d1 alfiere del bianco · e1 donna del bianco | e8 re del bianco · g8 torre del bianco · g7 cavallo del bianco · h7 pedone del nero · g6 re del nero · h6 pedone del nero · d5 pedone del nero · f5 torre del bianco · g5 pedone del bianco · d4 pedone del bianco · d2 torre del nero · e2 pedone del nero · c1 alfiere del bianco · d1 alfiere del bianco · e1 donna del bianco | e8 re del bianco · g8 torre del bianco · g7 cavallo del bianco · h7 pedone del nero · g6 re del nero · h6 pedone del nero · d5 pedone del nero · f5 torre del bianco · g5 pedone del bianco · d4 pedone del bianco · d2 torre del nero · e2 pedone del nero · c1 alfiere del bianco · d1 alfiere del bianco · e1 donna del bianco | e8 re del bianco · g8 torre del bianco · g7 cavallo del bianco · h7 pedone del nero · g6 re del nero · h6 pedone del nero · d5 pedone del nero · f5 torre del bianco · g5 pedone del bianco · d4 pedone del bianco · d2 torre del nero · e2 pedone del nero · c1 alfiere del bianco · d1 alfiere del bianco · e1 donna del bianco | e8 re del bianco · g8 torre del bianco · g7 cavallo del bianco · h7 pedone del nero · g6 re del nero · h6 pedone del nero · d5 pedone del nero · f5 torre del bianco · g5 pedone del bianco · d4 pedone del bianco · d2 torre del nero · e2 pedone del nero · c1 alfiere del bianco · d1 alfiere del bianco · e1 donna del bianco | e8 re del bianco · g8 torre del bianco · g7 cavallo del bianco · h7 pedone del nero · g6 re del nero · h6 pedone del nero · d5 pedone del nero · f5 torre del bianco · g5 pedone del bianco · d4 pedone del bianco · d2 torre del nero · e2 pedone del nero · c1 alfiere del bianco · d1 alfiere del bianco · e1 donna del bianco | 8 |
| 7 | e8 re del bianco · g8 torre del bianco · g7 cavallo del bianco · h7 pedone del nero · g6 re del nero · h6 pedone del nero · d5 pedone del nero · f5 torre del bianco · g5 pedone del bianco · d4 pedone del bianco · d2 torre del nero · e2 pedone del nero · c1 alfiere del bianco · d1 alfiere del bianco · e1 donna del bianco | e8 re del bianco · g8 torre del bianco · g7 cavallo del bianco · h7 pedone del nero · g6 re del nero · h6 pedone del nero · d5 pedone del nero · f5 torre del bianco · g5 pedone del bianco · d4 pedone del bianco · d2 torre del nero · e2 pedone del nero · c1 alfiere del bianco · d1 alfiere del bianco · e1 donna del bianco | e8 re del bianco · g8 torre del bianco · g7 cavallo del bianco · h7 pedone del nero · g6 re del nero · h6 pedone del nero · d5 pedone del nero · f5 torre del bianco · g5 pedone del bianco · d4 pedone del bianco · d2 torre del nero · e2 pedone del nero · c1 alfiere del bianco · d1 alfiere del bianco · e1 donna del bianco | e8 re del bianco · g8 torre del bianco · g7 cavallo del bianco · h7 pedone del nero · g6 re del nero · h6 pedone del nero · d5 pedone del nero · f5 torre del bianco · g5 pedone del bianco · d4 pedone del bianco · d2 torre del nero · e2 pedone del nero · c1 alfiere del bianco · d1 alfiere del bianco · e1 donna del bianco | e8 re del bianco · g8 torre del bianco · g7 cavallo del bianco · h7 pedone del nero · g6 re del nero · h6 pedone del nero · d5 pedone del nero · f5 torre del bianco · g5 pedone del bianco · d4 pedone del bianco · d2 torre del nero · e2 pedone del nero · c1 alfiere del bianco · d1 alfiere del bianco · e1 donna del bianco | e8 re del bianco · g8 torre del bianco · g7 cavallo del bianco · h7 pedone del nero · g6 re del nero · h6 pedone del nero · d5 pedone del nero · f5 torre del bianco · g5 pedone del bianco · d4 pedone del bianco · d2 torre del nero · e2 pedone del nero · c1 alfiere del bianco · d1 alfiere del bianco · e1 donna del bianco | e8 re del bianco · g8 torre del bianco · g7 cavallo del bianco · h7 pedone del nero · g6 re del nero · h6 pedone del nero · d5 pedone del nero · f5 torre del bianco · g5 pedone del bianco · d4 pedone del bianco · d2 torre del nero · e2 pedone del nero · c1 alfiere del bianco · d1 alfiere del bianco · e1 donna del bianco | e8 re del bianco · g8 torre del bianco · g7 cavallo del bianco · h7 pedone del nero · g6 re del nero · h6 pedone del nero · d5 pedone del nero · f5 torre del bianco · g5 pedone del bianco · d4 pedone del bianco · d2 torre del nero · e2 pedone del nero · c1 alfiere del bianco · d1 alfiere del bianco · e1 donna del bianco | 7 |
| 6 | e8 re del bianco · g8 torre del bianco · g7 cavallo del bianco · h7 pedone del nero · g6 re del nero · h6 pedone del nero · d5 pedone del nero · f5 torre del bianco · g5 pedone del bianco · d4 pedone del bianco · d2 torre del nero · e2 pedone del nero · c1 alfiere del bianco · d1 alfiere del bianco · e1 donna del bianco | e8 re del bianco · g8 torre del bianco · g7 cavallo del bianco · h7 pedone del nero · g6 re del nero · h6 pedone del nero · d5 pedone del nero · f5 torre del bianco · g5 pedone del bianco · d4 pedone del bianco · d2 torre del nero · e2 pedone del nero · c1 alfiere del bianco · d1 alfiere del bianco · e1 donna del bianco | e8 re del bianco · g8 torre del bianco · g7 cavallo del bianco · h7 pedone del nero · g6 re del nero · h6 pedone del nero · d5 pedone del nero · f5 torre del bianco · g5 pedone del bianco · d4 pedone del bianco · d2 torre del nero · e2 pedone del nero · c1 alfiere del bianco · d1 alfiere del bianco · e1 donna del bianco | e8 re del bianco · g8 torre del bianco · g7 cavallo del bianco · h7 pedone del nero · g6 re del nero · h6 pedone del nero · d5 pedone del nero · f5 torre del bianco · g5 pedone del bianco · d4 pedone del bianco · d2 torre del nero · e2 pedone del nero · c1 alfiere del bianco · d1 alfiere del bianco · e1 donna del bianco | e8 re del bianco · g8 torre del bianco · g7 cavallo del bianco · h7 pedone del nero · g6 re del nero · h6 pedone del nero · d5 pedone del nero · f5 torre del bianco · g5 pedone del bianco · d4 pedone del bianco · d2 torre del nero · e2 pedone del nero · c1 alfiere del bianco · d1 alfiere del bianco · e1 donna del bianco | e8 re del bianco · g8 torre del bianco · g7 cavallo del bianco · h7 pedone del nero · g6 re del nero · h6 pedone del nero · d5 pedone del nero · f5 torre del bianco · g5 pedone del bianco · d4 pedone del bianco · d2 torre del nero · e2 pedone del nero · c1 alfiere del bianco · d1 alfiere del bianco · e1 donna del bianco | e8 re del bianco · g8 torre del bianco · g7 cavallo del bianco · h7 pedone del nero · g6 re del nero · h6 pedone del nero · d5 pedone del nero · f5 torre del bianco · g5 pedone del bianco · d4 pedone del bianco · d2 torre del nero · e2 pedone del nero · c1 alfiere del bianco · d1 alfiere del bianco · e1 donna del bianco | e8 re del bianco · g8 torre del bianco · g7 cavallo del bianco · h7 pedone del nero · g6 re del nero · h6 pedone del nero · d5 pedone del nero · f5 torre del bianco · g5 pedone del bianco · d4 pedone del bianco · d2 torre del nero · e2 pedone del nero · c1 alfiere del bianco · d1 alfiere del bianco · e1 donna del bianco | 6 |
| 5 | e8 re del bianco · g8 torre del bianco · g7 cavallo del bianco · h7 pedone del nero · g6 re del nero · h6 pedone del nero · d5 pedone del nero · f5 torre del bianco · g5 pedone del bianco · d4 pedone del bianco · d2 torre del nero · e2 pedone del nero · c1 alfiere del bianco · d1 alfiere del bianco · e1 donna del bianco | e8 re del bianco · g8 torre del bianco · g7 cavallo del bianco · h7 pedone del nero · g6 re del nero · h6 pedone del nero · d5 pedone del nero · f5 torre del bianco · g5 pedone del bianco · d4 pedone del bianco · d2 torre del nero · e2 pedone del nero · c1 alfiere del bianco · d1 alfiere del bianco · e1 donna del bianco | e8 re del bianco · g8 torre del bianco · g7 cavallo del bianco · h7 pedone del nero · g6 re del nero · h6 pedone del nero · d5 pedone del nero · f5 torre del bianco · g5 pedone del bianco · d4 pedone del bianco · d2 torre del nero · e2 pedone del nero · c1 alfiere del bianco · d1 alfiere del bianco · e1 donna del bianco | e8 re del bianco · g8 torre del bianco · g7 cavallo del bianco · h7 pedone del nero · g6 re del nero · h6 pedone del nero · d5 pedone del nero · f5 torre del bianco · g5 pedone del bianco · d4 pedone del bianco · d2 torre del nero · e2 pedone del nero · c1 alfiere del bianco · d1 alfiere del bianco · e1 donna del bianco | e8 re del bianco · g8 torre del bianco · g7 cavallo del bianco · h7 pedone del nero · g6 re del nero · h6 pedone del nero · d5 pedone del nero · f5 torre del bianco · g5 pedone del bianco · d4 pedone del bianco · d2 torre del nero · e2 pedone del nero · c1 alfiere del bianco · d1 alfiere del bianco · e1 donna del bianco | e8 re del bianco · g8 torre del bianco · g7 cavallo del bianco · h7 pedone del nero · g6 re del nero · h6 pedone del nero · d5 pedone del nero · f5 torre del bianco · g5 pedone del bianco · d4 pedone del bianco · d2 torre del nero · e2 pedone del nero · c1 alfiere del bianco · d1 alfiere del bianco · e1 donna del bianco | e8 re del bianco · g8 torre del bianco · g7 cavallo del bianco · h7 pedone del nero · g6 re del nero · h6 pedone del nero · d5 pedone del nero · f5 torre del bianco · g5 pedone del bianco · d4 pedone del bianco · d2 torre del nero · e2 pedone del nero · c1 alfiere del bianco · d1 alfiere del bianco · e1 donna del bianco | e8 re del bianco · g8 torre del bianco · g7 cavallo del bianco · h7 pedone del nero · g6 re del nero · h6 pedone del nero · d5 pedone del nero · f5 torre del bianco · g5 pedone del bianco · d4 pedone del bianco · d2 torre del nero · e2 pedone del nero · c1 alfiere del bianco · d1 alfiere del bianco · e1 donna del bianco | 5 |
| 4 | e8 re del bianco · g8 torre del bianco · g7 cavallo del bianco · h7 pedone del nero · g6 re del nero · h6 pedone del nero · d5 pedone del nero · f5 torre del bianco · g5 pedone del bianco · d4 pedone del bianco · d2 torre del nero · e2 pedone del nero · c1 alfiere del bianco · d1 alfiere del bianco · e1 donna del bianco | e8 re del bianco · g8 torre del bianco · g7 cavallo del bianco · h7 pedone del nero · g6 re del nero · h6 pedone del nero · d5 pedone del nero · f5 torre del bianco · g5 pedone del bianco · d4 pedone del bianco · d2 torre del nero · e2 pedone del nero · c1 alfiere del bianco · d1 alfiere del bianco · e1 donna del bianco | e8 re del bianco · g8 torre del bianco · g7 cavallo del bianco · h7 pedone del nero · g6 re del nero · h6 pedone del nero · d5 pedone del nero · f5 torre del bianco · g5 pedone del bianco · d4 pedone del bianco · d2 torre del nero · e2 pedone del nero · c1 alfiere del bianco · d1 alfiere del bianco · e1 donna del bianco | e8 re del bianco · g8 torre del bianco · g7 cavallo del bianco · h7 pedone del nero · g6 re del nero · h6 pedone del nero · d5 pedone del nero · f5 torre del bianco · g5 pedone del bianco · d4 pedone del bianco · d2 torre del nero · e2 pedone del nero · c1 alfiere del bianco · d1 alfiere del bianco · e1 donna del bianco | e8 re del bianco · g8 torre del bianco · g7 cavallo del bianco · h7 pedone del nero · g6 re del nero · h6 pedone del nero · d5 pedone del nero · f5 torre del bianco · g5 pedone del bianco · d4 pedone del bianco · d2 torre del nero · e2 pedone del nero · c1 alfiere del bianco · d1 alfiere del bianco · e1 donna del bianco | e8 re del bianco · g8 torre del bianco · g7 cavallo del bianco · h7 pedone del nero · g6 re del nero · h6 pedone del nero · d5 pedone del nero · f5 torre del bianco · g5 pedone del bianco · d4 pedone del bianco · d2 torre del nero · e2 pedone del nero · c1 alfiere del bianco · d1 alfiere del bianco · e1 donna del bianco | e8 re del bianco · g8 torre del bianco · g7 cavallo del bianco · h7 pedone del nero · g6 re del nero · h6 pedone del nero · d5 pedone del nero · f5 torre del bianco · g5 pedone del bianco · d4 pedone del bianco · d2 torre del nero · e2 pedone del nero · c1 alfiere del bianco · d1 alfiere del bianco · e1 donna del bianco | e8 re del bianco · g8 torre del bianco · g7 cavallo del bianco · h7 pedone del nero · g6 re del nero · h6 pedone del nero · d5 pedone del nero · f5 torre del bianco · g5 pedone del bianco · d4 pedone del bianco · d2 torre del nero · e2 pedone del nero · c1 alfiere del bianco · d1 alfiere del bianco · e1 donna del bianco | 4 |
| 3 | e8 re del bianco · g8 torre del bianco · g7 cavallo del bianco · h7 pedone del nero · g6 re del nero · h6 pedone del nero · d5 pedone del nero · f5 torre del bianco · g5 pedone del bianco · d4 pedone del bianco · d2 torre del nero · e2 pedone del nero · c1 alfiere del bianco · d1 alfiere del bianco · e1 donna del bianco | e8 re del bianco · g8 torre del bianco · g7 cavallo del bianco · h7 pedone del nero · g6 re del nero · h6 pedone del nero · d5 pedone del nero · f5 torre del bianco · g5 pedone del bianco · d4 pedone del bianco · d2 torre del nero · e2 pedone del nero · c1 alfiere del bianco · d1 alfiere del bianco · e1 donna del bianco | e8 re del bianco · g8 torre del bianco · g7 cavallo del bianco · h7 pedone del nero · g6 re del nero · h6 pedone del nero · d5 pedone del nero · f5 torre del bianco · g5 pedone del bianco · d4 pedone del bianco · d2 torre del nero · e2 pedone del nero · c1 alfiere del bianco · d1 alfiere del bianco · e1 donna del bianco | e8 re del bianco · g8 torre del bianco · g7 cavallo del bianco · h7 pedone del nero · g6 re del nero · h6 pedone del nero · d5 pedone del nero · f5 torre del bianco · g5 pedone del bianco · d4 pedone del bianco · d2 torre del nero · e2 pedone del nero · c1 alfiere del bianco · d1 alfiere del bianco · e1 donna del bianco | e8 re del bianco · g8 torre del bianco · g7 cavallo del bianco · h7 pedone del nero · g6 re del nero · h6 pedone del nero · d5 pedone del nero · f5 torre del bianco · g5 pedone del bianco · d4 pedone del bianco · d2 torre del nero · e2 pedone del nero · c1 alfiere del bianco · d1 alfiere del bianco · e1 donna del bianco | e8 re del bianco · g8 torre del bianco · g7 cavallo del bianco · h7 pedone del nero · g6 re del nero · h6 pedone del nero · d5 pedone del nero · f5 torre del bianco · g5 pedone del bianco · d4 pedone del bianco · d2 torre del nero · e2 pedone del nero · c1 alfiere del bianco · d1 alfiere del bianco · e1 donna del bianco | e8 re del bianco · g8 torre del bianco · g7 cavallo del bianco · h7 pedone del nero · g6 re del nero · h6 pedone del nero · d5 pedone del nero · f5 torre del bianco · g5 pedone del bianco · d4 pedone del bianco · d2 torre del nero · e2 pedone del nero · c1 alfiere del bianco · d1 alfiere del bianco · e1 donna del bianco | e8 re del bianco · g8 torre del bianco · g7 cavallo del bianco · h7 pedone del nero · g6 re del nero · h6 pedone del nero · d5 pedone del nero · f5 torre del bianco · g5 pedone del bianco · d4 pedone del bianco · d2 torre del nero · e2 pedone del nero · c1 alfiere del bianco · d1 alfiere del bianco · e1 donna del bianco | 3 |
| 2 | e8 re del bianco · g8 torre del bianco · g7 cavallo del bianco · h7 pedone del nero · g6 re del nero · h6 pedone del nero · d5 pedone del nero · f5 torre del bianco · g5 pedone del bianco · d4 pedone del bianco · d2 torre del nero · e2 pedone del nero · c1 alfiere del bianco · d1 alfiere del bianco · e1 donna del bianco | e8 re del bianco · g8 torre del bianco · g7 cavallo del bianco · h7 pedone del nero · g6 re del nero · h6 pedone del nero · d5 pedone del nero · f5 torre del bianco · g5 pedone del bianco · d4 pedone del bianco · d2 torre del nero · e2 pedone del nero · c1 alfiere del bianco · d1 alfiere del bianco · e1 donna del bianco | e8 re del bianco · g8 torre del bianco · g7 cavallo del bianco · h7 pedone del nero · g6 re del nero · h6 pedone del nero · d5 pedone del nero · f5 torre del bianco · g5 pedone del bianco · d4 pedone del bianco · d2 torre del nero · e2 pedone del nero · c1 alfiere del bianco · d1 alfiere del bianco · e1 donna del bianco | e8 re del bianco · g8 torre del bianco · g7 cavallo del bianco · h7 pedone del nero · g6 re del nero · h6 pedone del nero · d5 pedone del nero · f5 torre del bianco · g5 pedone del bianco · d4 pedone del bianco · d2 torre del nero · e2 pedone del nero · c1 alfiere del bianco · d1 alfiere del bianco · e1 donna del bianco | e8 re del bianco · g8 torre del bianco · g7 cavallo del bianco · h7 pedone del nero · g6 re del nero · h6 pedone del nero · d5 pedone del nero · f5 torre del bianco · g5 pedone del bianco · d4 pedone del bianco · d2 torre del nero · e2 pedone del nero · c1 alfiere del bianco · d1 alfiere del bianco · e1 donna del bianco | e8 re del bianco · g8 torre del bianco · g7 cavallo del bianco · h7 pedone del nero · g6 re del nero · h6 pedone del nero · d5 pedone del nero · f5 torre del bianco · g5 pedone del bianco · d4 pedone del bianco · d2 torre del nero · e2 pedone del nero · c1 alfiere del bianco · d1 alfiere del bianco · e1 donna del bianco | e8 re del bianco · g8 torre del bianco · g7 cavallo del bianco · h7 pedone del nero · g6 re del nero · h6 pedone del nero · d5 pedone del nero · f5 torre del bianco · g5 pedone del bianco · d4 pedone del bianco · d2 torre del nero · e2 pedone del nero · c1 alfiere del bianco · d1 alfiere del bianco · e1 donna del bianco | e8 re del bianco · g8 torre del bianco · g7 cavallo del bianco · h7 pedone del nero · g6 re del nero · h6 pedone del nero · d5 pedone del nero · f5 torre del bianco · g5 pedone del bianco · d4 pedone del bianco · d2 torre del nero · e2 pedone del nero · c1 alfiere del bianco · d1 alfiere del bianco · e1 donna del bianco | 2 |
| 1 | e8 re del bianco · g8 torre del bianco · g7 cavallo del bianco · h7 pedone del nero · g6 re del nero · h6 pedone del nero · d5 pedone del nero · f5 torre del bianco · g5 pedone del bianco · d4 pedone del bianco · d2 torre del nero · e2 pedone del nero · c1 alfiere del bianco · d1 alfiere del bianco · e1 donna del bianco | e8 re del bianco · g8 torre del bianco · g7 cavallo del bianco · h7 pedone del nero · g6 re del nero · h6 pedone del nero · d5 pedone del nero · f5 torre del bianco · g5 pedone del bianco · d4 pedone del bianco · d2 torre del nero · e2 pedone del nero · c1 alfiere del bianco · d1 alfiere del bianco · e1 donna del bianco | e8 re del bianco · g8 torre del bianco · g7 cavallo del bianco · h7 pedone del nero · g6 re del nero · h6 pedone del nero · d5 pedone del nero · f5 torre del bianco · g5 pedone del bianco · d4 pedone del bianco · d2 torre del nero · e2 pedone del nero · c1 alfiere del bianco · d1 alfiere del bianco · e1 donna del bianco | e8 re del bianco · g8 torre del bianco · g7 cavallo del bianco · h7 pedone del nero · g6 re del nero · h6 pedone del nero · d5 pedone del nero · f5 torre del bianco · g5 pedone del bianco · d4 pedone del bianco · d2 torre del nero · e2 pedone del nero · c1 alfiere del bianco · d1 alfiere del bianco · e1 donna del bianco | e8 re del bianco · g8 torre del bianco · g7 cavallo del bianco · h7 pedone del nero · g6 re del nero · h6 pedone del nero · d5 pedone del nero · f5 torre del bianco · g5 pedone del bianco · d4 pedone del bianco · d2 torre del nero · e2 pedone del nero · c1 alfiere del bianco · d1 alfiere del bianco · e1 donna del bianco | e8 re del bianco · g8 torre del bianco · g7 cavallo del bianco · h7 pedone del nero · g6 re del nero · h6 pedone del nero · d5 pedone del nero · f5 torre del bianco · g5 pedone del bianco · d4 pedone del bianco · d2 torre del nero · e2 pedone del nero · c1 alfiere del bianco · d1 alfiere del bianco · e1 donna del bianco | e8 re del bianco · g8 torre del bianco · g7 cavallo del bianco · h7 pedone del nero · g6 re del nero · h6 pedone del nero · d5 pedone del nero · f5 torre del bianco · g5 pedone del bianco · d4 pedone del bianco · d2 torre del nero · e2 pedone del nero · c1 alfiere del bianco · d1 alfiere del bianco · e1 donna del bianco | e8 re del bianco · g8 torre del bianco · g7 cavallo del bianco · h7 pedone del nero · g6 re del nero · h6 pedone del nero · d5 pedone del nero · f5 torre del bianco · g5 pedone del bianco · d4 pedone del bianco · d2 torre del nero · e2 pedone del nero · c1 alfiere del bianco · d1 alfiere del bianco · e1 donna del bianco | 1 |
|   | a | b | c | d | e | f | g | h |   |

Soluzione:
Tentativi: 1. Ac2? ...hxg5! - 1. Re7? ...h5!
1. Df1 !  (zugzwang)

1. ...Txd1/d3/xd4/c2/b2/a2/hxg5  2. Tf6#

1. ...h5/e1=D+/e1=T+  2. Ce6#

1. ...exd1=D/T/A/C  2. Da6#

1. ...exf1=D/T/A/C  2. Ah5#